# 尚特罗
尚特罗（法語：Chaintreaux，法語發音：[ʃɛ̃tʁo] ⓘ）是法国塞纳-马恩省的一个市镇，属于枫丹白露区。

## 地理
尚特罗（48°11'59"N, 2°49'10"E）面积23.92 平方千米，位于法国法蘭西島大區塞纳-马恩省，该省份为法国北部内陆省份，北起瓦兹省，西接埃松省、马恩河谷省、塞纳-圣但尼省和瓦兹河谷省，南至卢瓦雷省，东南接约讷省，东临马恩省和奥布省，东北接埃纳省。
与尚特罗接壤的市镇（或旧市镇、城区）包括：波利尼、勒莫维尔、卢万河畔苏普、多尔迪沃、布朗勒、埃格勒维尔、洛雷勒博卡日-普雷欧。

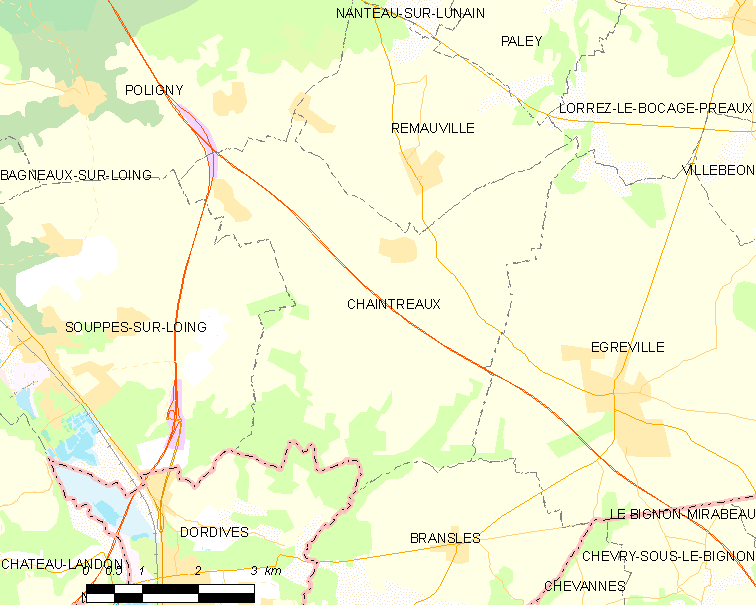
尚特罗的OSM定位图

尚特罗的时区为UTC+01:00、UTC+02:00（夏令时）。

## 行政
尚特罗的邮政编码为77460，INSEE市镇编码为77071。

## 政治
尚特罗所属的省级选区为讷穆尔县。

## 人口

1962-2008年间尚特罗人口变化图示

尚特罗于2022年1月1日时的人口数量为831人。